# Anna Seghersová
Anna Seghersová, vlastním jménem Netty Radványi, rozená Reiling, (19. listopadu 1900 Mohuč – 1. června 1983 Východní Berlín) byla německá socialistická spisovatelka a esejistka.

## Život
Narodila se v roce 1900 v německé Mohuči jako jediné dítě v rodině židovského obchodníka se starožitnostmi a znalce umění Isidora Reilinga a Hedwigy Reilingové (rozené Fuldové). Vystudovala historii, dějiny umění a sinologii v Kolíně nad Rýnem a Heidelbergu; v roce 1924 získala doktorát za dizertaci o Rembrandtovi. V roce 1925 se provdala za maďarského sociologa Lászla Radványiho, se kterým měla dvě děti – syn Peter se narodil v roce 1926 a dcera Ruth v roce 1928. S rodinou se rok nato přestěhovala do Berlína.

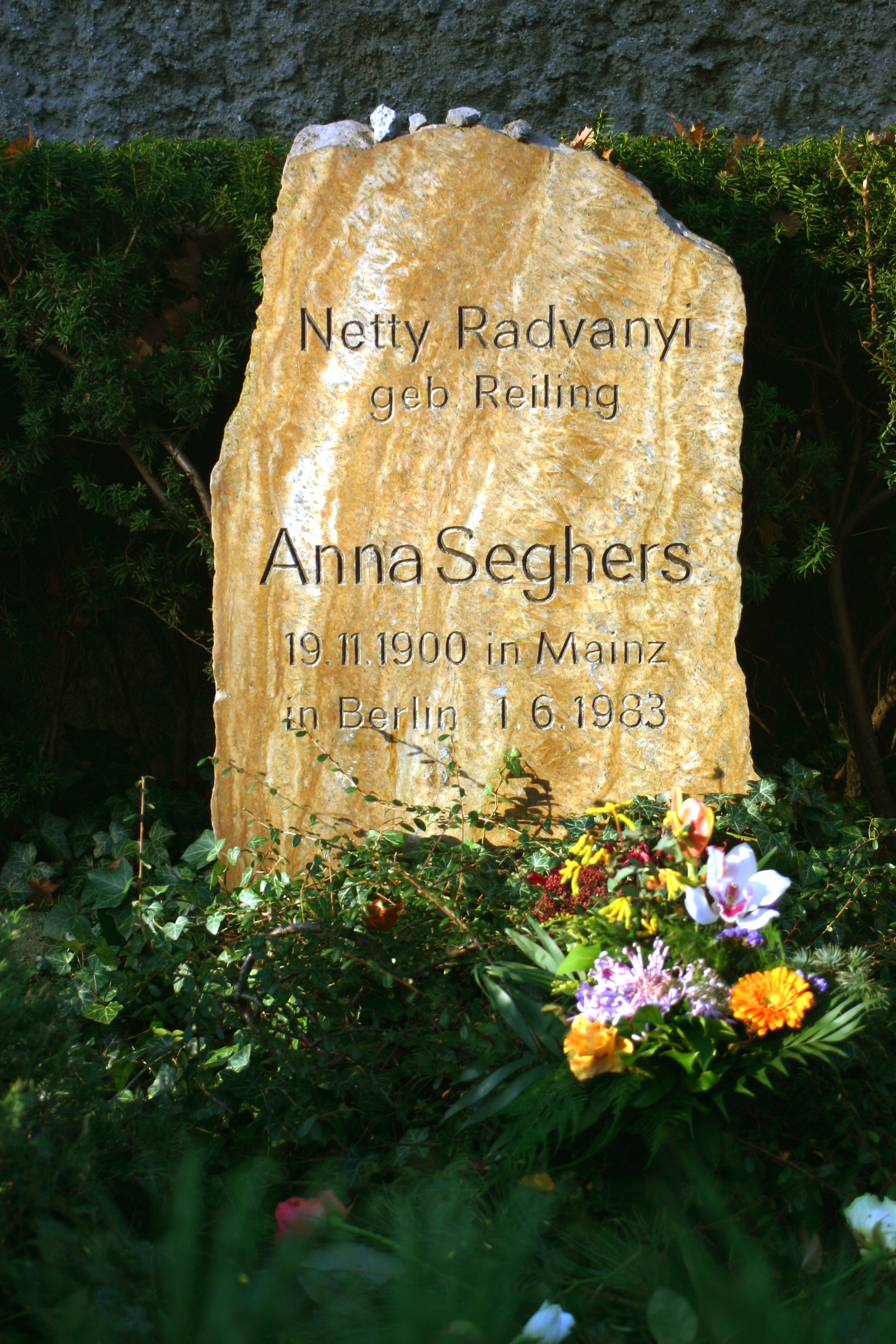
Hrob Anny Seghersové na Dorotheenstadském hřbitově v Berlíně

V roce 1927 uveřejnila svou první povídku Grubetsch pod pseudonymem Seghers – ten byl odvozen od jména jejího oblíbeného nizozemského malíře Hercula Segerse. V roce 1928 vstoupila do Komunistické strany Německa a o rok později do Svazu proletářsko-revolučních spisovatelů Německa. Přispívala do deníku Frankfurter Zeitung.
V roce 1933 byla po nástupu nacismu k moci zadržena gestapem, ale podařilo se jí přes Švýcarsko utéct do Paříže. V nacistickém Německu byly její knihy posléze zakázány a páleny.
V Paříži spolupracovala při vydávání časopisu Neue Deutsche Blätter, po dobytí Francie byl její muž zatčen a internován v táboře La Vernet v jižní Francii. Seghersová se přestěhovala do Marseille, kde bojovala o jeho propuštění a hledala cestu k emigraci.
V březnu roku 1941 se jí s celou rodinou podařilo přes Martinik a New York emigrovat do Mexika, usadila se v Mexico City a v roce 1942 zde napsala svůj nejslavnější román Sedmý kříž, který byl v roce 1944 Fredem Zinnemannem zfilmován.
V roce 1947 se vrátila zpět do Německa. Usadila se v Západním Berlíně, stala se členkou Jednotné socialistické strany Německa. V roce 1950 se přestěhovala do Východního Berlína, zúčastnila se 1. světového mírového kongresu a spoluzaložila Německou akademii umění. Od roku 1952 byla předsedkyní Svazu spisovatelů Východního Německa, kterou zůstala až do roku 1978, poté zůstala jeho čestnou předsedkyní. Ve stejném roce zemřel její manžel, Seghersová zemřela ve Východním Berlíně roku 1983.

## Dílo
Nejvýznamnější literární díla:
- Vzpoura rybářů ve Svaté Barbaře (Der Aufstand der Fischer von St. Barbara, 1928), povídka
- Druhové (Die Gefährten, 1932), román (někdy též Společníci)
- Odměna (Der Kopflohn, 1933)
- Únor (Der Weg durch den Februar, 1935)
- Záchrana (Die Rettung, 1937)
- Sedmý kříž (Das siebte Kreuz, 1942), antifašistický román. Děj se odehrává v roce 1937 v Porýní. Z koncentračního tábora uprchne sedm vězňů, z nichž šest je dopadeno. Velitel tábora nechává upravit sedm platanů do tvaru křížů a pochytané vězně na ně věší. Poslední zůstává volný – hlavnímu hrdinovi, Georgu Heislerovi, se podaří překročit nizozemské hranice. Sedmý kříž se pro ostatní vězně stává symbolem možnosti útěku, svobody. Román líčí osudy nejen hlavního hrdiny, ale i vedlejších postav – bývalé manželky, spoluvězňů, velitele tábora. Autorka využívá magického čísla sedm (7 dní stvoření světa, 7 vězňů, 7 dní útěku, 7 kapitol). Román sklidil velký ohlas a úspěch a ještě během války byl Fredem Zinnemannem zfilmován (hlavní úlohu ztvárnil Spencer Tracy).
- Transit (Transit, 1943), román zachycující osudy německých emigrantů ve Francii, pesimističtější než Sedmý kříž, pozadí románu je psáno v době, kdy byl její manžel internován ve Francii. Dílo mimo jiné zachycuje osud posledního románu autorčina přítele Ernsta Weisse (v románu pod jménem Weidel)[2].
- Výlet mrtvých dívek (Der Ausflug der toten Mädchen, 1946), novela
- Mrtví nestárnou (Die Toten bleiben jung, 1949), román
- Muž a jeho jméno (Der Mann und sein Name, 1952), povídka, citlivé zobrazení přerodu člověka postiženého nacismem a jeho znovuzařazení do normální společnosti.
- Rozhodnutí (Die Entscheidung, 1959), román
- Důvěra (Das Vertrauen, 1968), román
- Neobvyklá setkání (Sonderbare Begegnungen, 1973), tři povídky, umělecké vyznání autorky

Anna Seghersová několikrát navštívila Československo. Roku 1948 vystoupila Praze, kde se zúčastnila Světového kongresu obránců miru, jemuž předsedala.